# Bernard Leonard Cohen
Bernard Leonard Cohen (* 14. Juni 1924 in Pittsburgh; † 17. März 2012) war ein US-amerikanischer Kernphysiker.
Cohen studierte an der Case Western Reserve University, mit dem Bachelorabschluss 1944 und an der University of Pittsburgh mit dem Masterabschluss 1947. 1950 promovierte er an der Carnegie Mellon University in Pittsburgh. Er war seit 1958 Professor für Physik an der University of Pittsburgh (zeitweise auch Adjunct Professor für Chemie, Chemieingenieurwesen und für gesundheitliche Gefahren durch Strahlung an der Graduate School of Public Health der Universität). 1965 bis 1978 war er Direktor des Scaife Nuclear Laboratory. 1994 emeritierte er.
Er war ein Gegner des umstrittenen Linear no-treshold Model (LNT-Modell) für die Wirkung von ionisierender Strahlung in der Strahlenbiologie (insbesondere bei der Krebsentstehung), nach der die Wirkung bei beliebig kleinen Dosen einsetzt (kein Schwellwert) und linear mit der Dosis ansteigt. Er meinte eine umgekehrte Korrelation von Radonbelastung von Wohnungen und Lungenkrebsrisiko in den USA feststellen können (nach statistischen Untersuchungen in 1601 in der ersten Studie 1995 und später 1729 US-Counties) und zog daraus die umstrittene Folgerung, dass das LNT falsch ist.
Außerdem trat er öffentlich für die Kernenergie in öffentlichen Debatten und von ihm veröffentlichten Büchern in den USA ein. 1979 veröffentlichte er zur besseren Vergleichbarkeit der der Kernenergie vorgeworfenen Risiken einen Catalog of Risks.
1981 erhielt er den Tom-W.-Bonner-Preis für Kernphysik. 2003 wurde er Fellow der National Academy of Engineering. 1996 erhielt er den Walter Zinn Award der American Nuclear Society.

## Schriften
- Concepts of nuclear physics, McGraw Hill 1971
- Heart of the atom. The structure of the atomic nucleus, Doubleday, Garden City 1967
- Nuclear Science and Society, Anchor Press 1974
- The nuclear energy option: an alternative for the 90s, Plenum Press 1990, Online
- Before it's too late: a scientist's case for nuclear energy, Plenum Press 1983
- mit Drew Nelson: Radon: a homeowner's guide to detection and control, Mount Vernon, Consumers Union 1987